# Rhopalostroma indica
Rhopalostroma indica är en svampart som beskrevs av Sur. Kaur & Ojha 2000. Rhopalostroma indica ingår i släktet Rhopalostroma och familjen kolkärnsvampar.   Inga underarter finns listade i Catalogue of Life.